# André Lotterer
André Lotterer (Duisburg, 19 novembre 1981) è un pilota automobilistico tedesco, vincitore della 24 Ore di Le Mans nel 2011, nel 2012 e nel 2014, e campione del mondo endurance nel 2012 con Audi e nel 2024 con la Porsche.
È stato anche campione della Formula Nippon nel 2011 e due volte campione del Super GT nel 2006 e 2009. Attualmente è impegnato in Formula E con il team Andretti e nel Campionato del mondo endurance con la Porsche Penske Motorsport.

## Carriera
Lotterer ha iniziato la sua carriera in monoposto vincendo nel 1998 la Formula BMW Junior e nel 1999 la Formula BMW ADAC. Negli anni successivi ha corso sia nella F3 britannica, sia in quella tedesca, per poi essere scelto nel 2002 come collaudatore per la Jaguar Racing, team di Formula 1. Sul finire di stagione partecipò alla Champ Car, correndo per Dale Coyne e portando a casa un punto. Dopo il ritiro di Eddie Irvine e la partenza di Pedro de la Rosa nella Jaguar, a Lotterer furono preferiti i piloti più esperti, Mark Webber e Antônio Pizzonia.
Si trasferì successivamente in Giappone, correndo nella Formula Nippon (poi divenuta Super Formula) e nel campionato giapponese Super GT. In Formula Nippon corse dal 2003 al 2005 con il team Nakajima Racing e dal 2006 al 2017 con il team TOM'S. Il tedesco ha vinto 24 gare e nel 2011 ha vinto il campionato. Nel Super GT alla guida della Lexus SC430 ha vinto il campionato due volte, nel 2006 e nel 2009 in coppia con Juichi Wakisaka.

### WEC e 24 Ore di Le Mans

#### Audi (2009-2016)

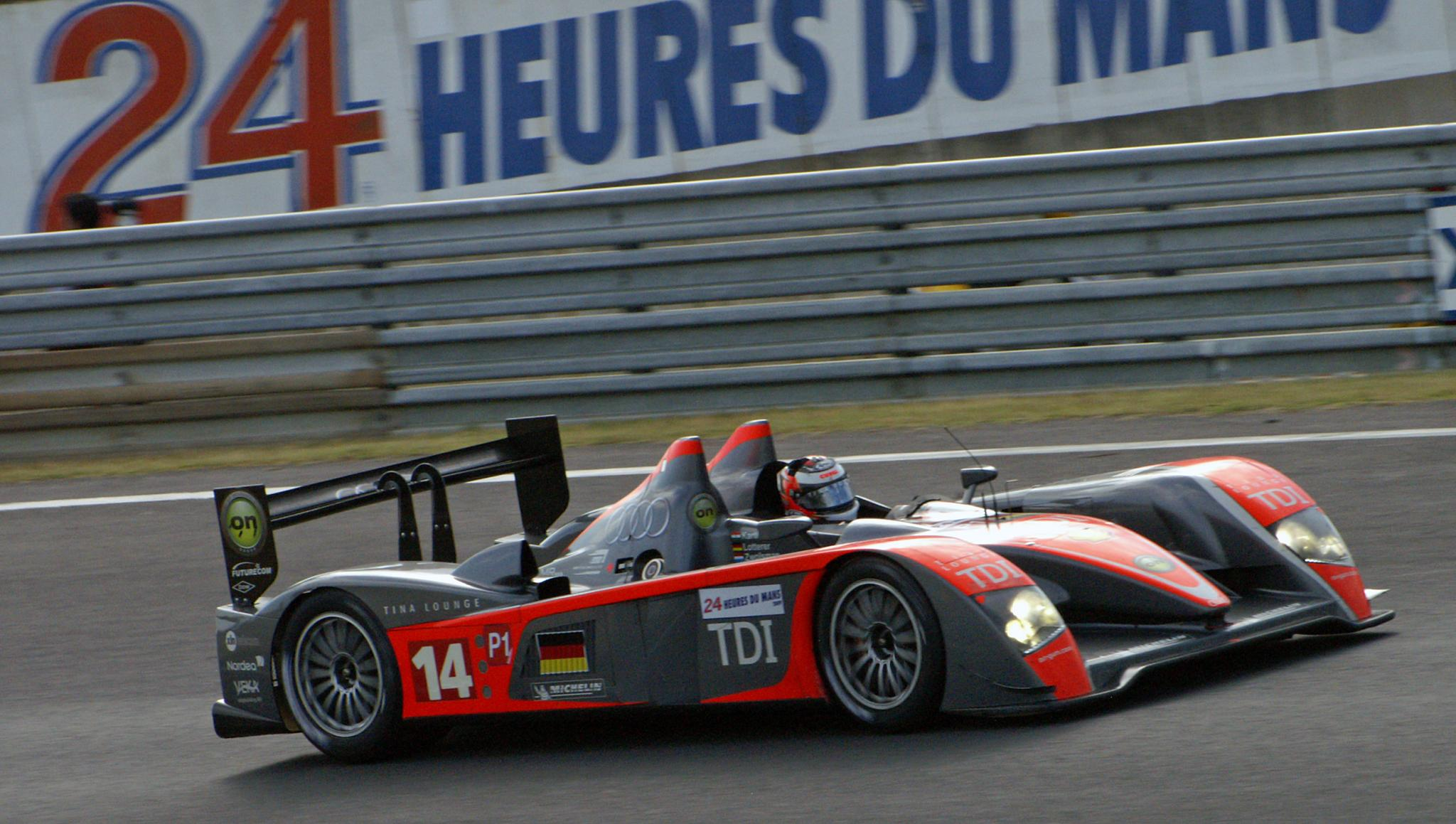
André Lotterer con l'Audi R10 TDI del team Kolles durante la sua prima 24 Ore di Le Mans

Nel 2009, mentre era impegnato nel Super GT e nella Formula Nippon, esordisce nella storica 24 Ore di Le Mans nella classe regina, la LMP1. Lotterer divide la Audi R10 TDI del team Kolles con Narain Karthikeyan e Charles Zwolsman, l'equipaggio chiude settimo e l'ottima prestazione del tedesco gli vale l'ingaggio nel team ufficiale Audi per la 24 Ore di Le Mans del 2010. Alla guida della nuova Audi R15 TDI plus insieme agli esperti Marcel Fässler e Benoît Tréluyer chiudono secondi.

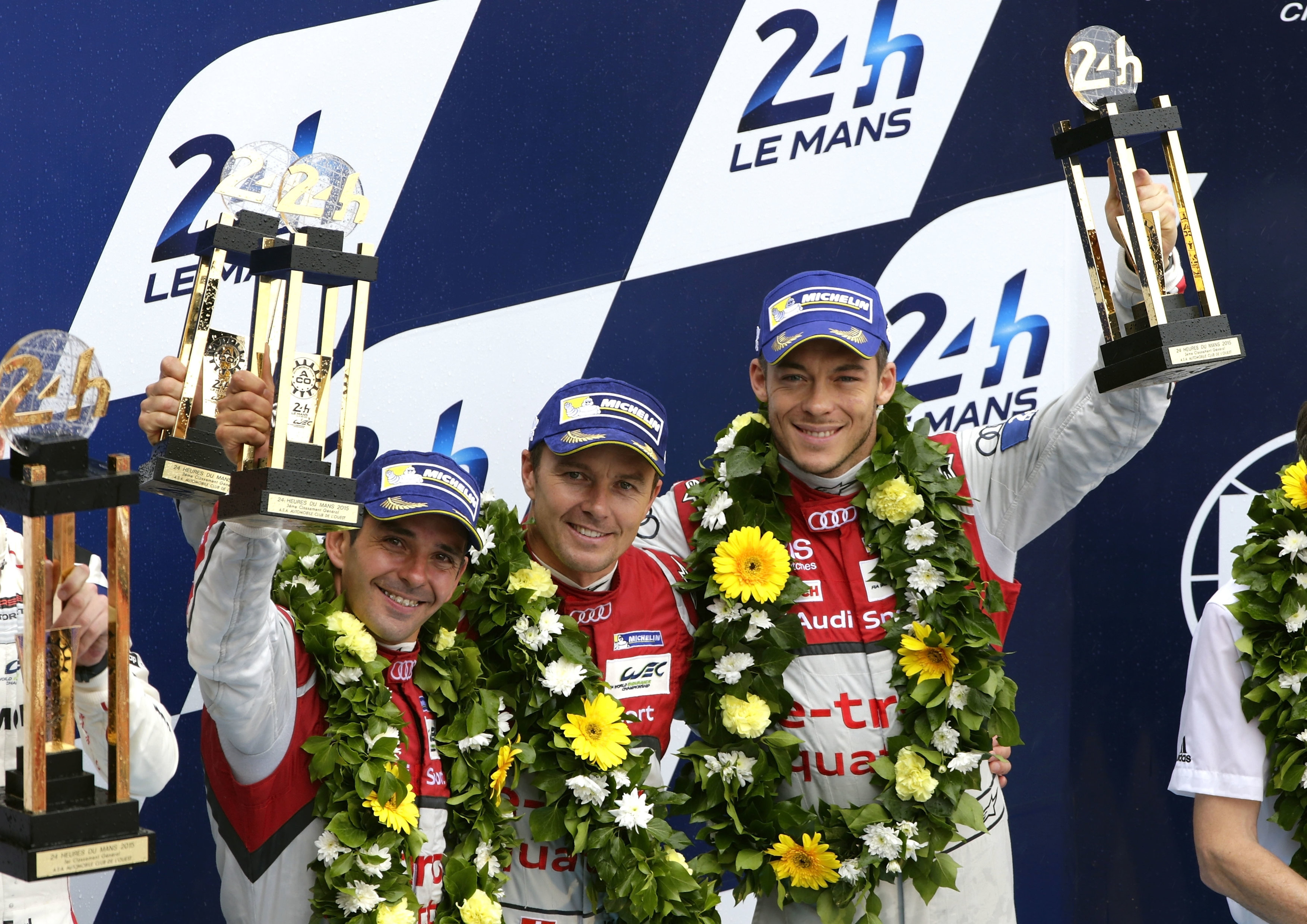
Lotterer sul podio con Marcel Fässler e Benoît Tréluyer della 24 Ore di Le Mans del 2015

Nel 2011 l'Audi porta la nuova R18 TDI, l'equipaggio conquista la vittoria nella 24 Ore di Le Mans davanti alla Peugeot 908. Nel 2012 partecipa sempre con Audi alla prima edizione del Campionato del mondo endurance, l'equipaggio sempre formato da Marcel Fässler e Benoît Tréluyer vince per la seconda volta la 24 Ore di Le Mans ed altre due gare del campionato laureandosi cosi i primi campioni nella classe massima, LMP1.
Nel 2013 il team vince altre gare tra cui la 6 Ore di Spa-Francorchamps e chiude la stagione al secondo posto dietro all'altra Audi. Nel 2014 il trio torna alla vittoria della 24 Ore di Le Mans davanti all'altra Audi di Kristensen, Gené e Di Grassi. Come l'anno precedente chiudono secondi nella classifica finale. La stagione 2015 inizia con due vittorie, la 6 ore di Silverstone e la 6 Ore di Spa, ma Lotterer chiude di nuovo secondo dietro la 919 Hybrid guidata da Webber, Hartley e Bernhard.

#### Porsche (2017)

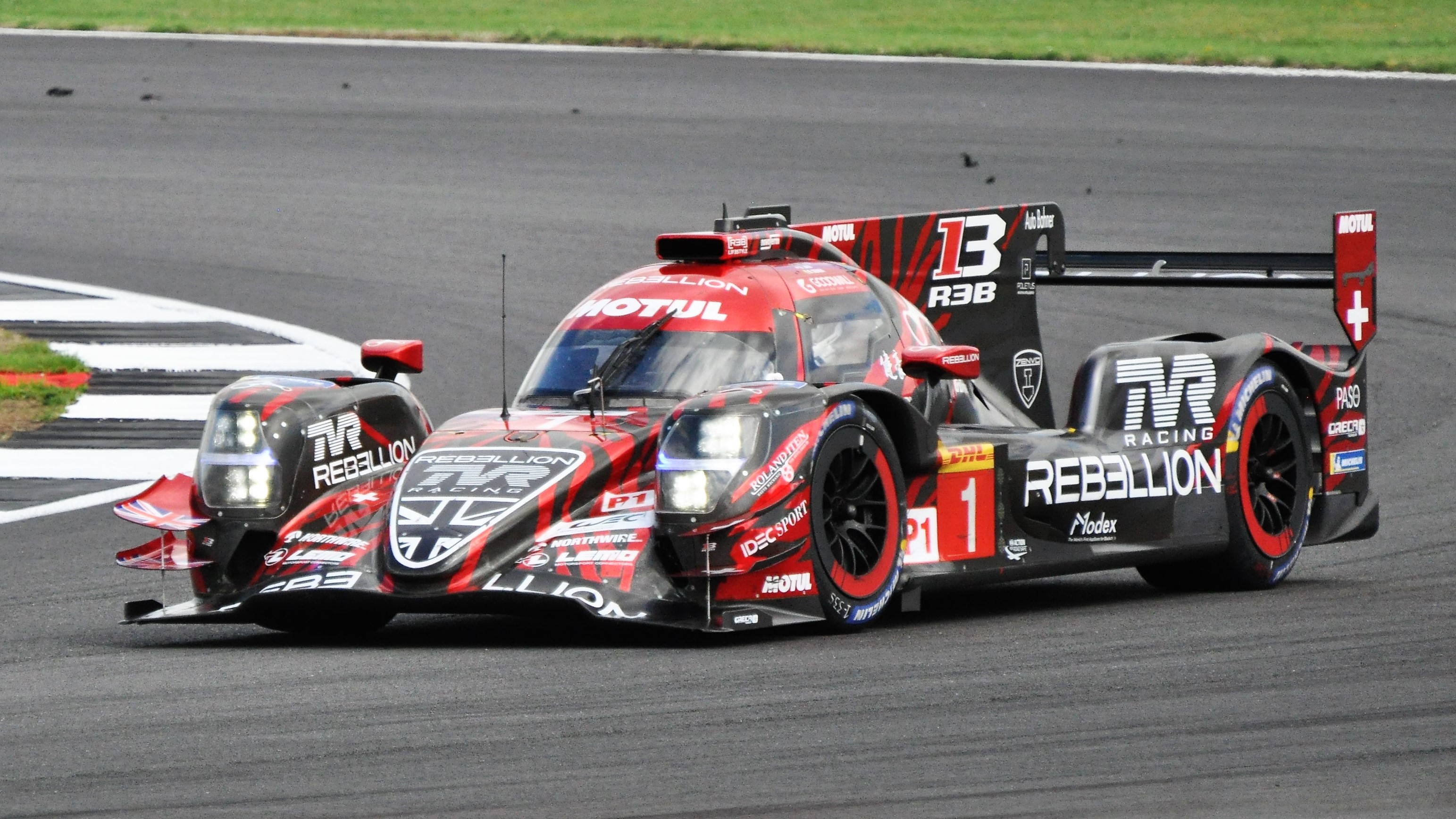
André Lotterer con la Rebellion R13 nel 2018 a Silverstone

Dopo una stagione deludente nel 2016 con l'Audi passa alla Porsche, Lotterer insieme a Neel Jani e Nick Tandy guida la 919 Hybrid. Ma come l'anno precedente non conquista nessuna vittoria, a Le Mans sono costretti al ritiro dopo 318 giri. Lotterer chiude quarto in classifica e decide di lasciare la Porsche dopo solo un anno.

#### Rebellion (2018-2019)
Per la stagione 2018-2019 passa alla Rebellion Racing insieme a Neel Jani e viene aggiunto anche Bruno Senna. Ma la Rebellion R13 non è competitiva con la Toyota, non conquistano nessuna vittorie nel WEC e chiudono quarti sia nella 24 Ore di Le Mans del 2018 che in quella del 2019.

### Formula 1
Nel 2002 viene scelto come collaudatore e terzo pilota del team Jaguar Racing.
Il 20 agosto 2014 viene ufficializzato l'ingaggio del pilota tedesco da parte del team Caterham con il quale debutta in Formula 1 in Belgio, sul Circuito di Spa-Francorchamps, al posto di Kamui Kobayashi. In qualifica ottiene il ventunesimo tempo con pista umida, davanti al suo compagno di squadra, lo svedese Marcus Ericsson. In gara è costretto al ritiro dopo un solo giro per un problema tecnico alla power unit. Alla vigilia dell'ultimo appuntamento stagionale, il Gran Premio di Abu Dhabi declinò l'invito a ritornare al volante della monoposto.

### Formula E

#### Techeetah (2017-2019)

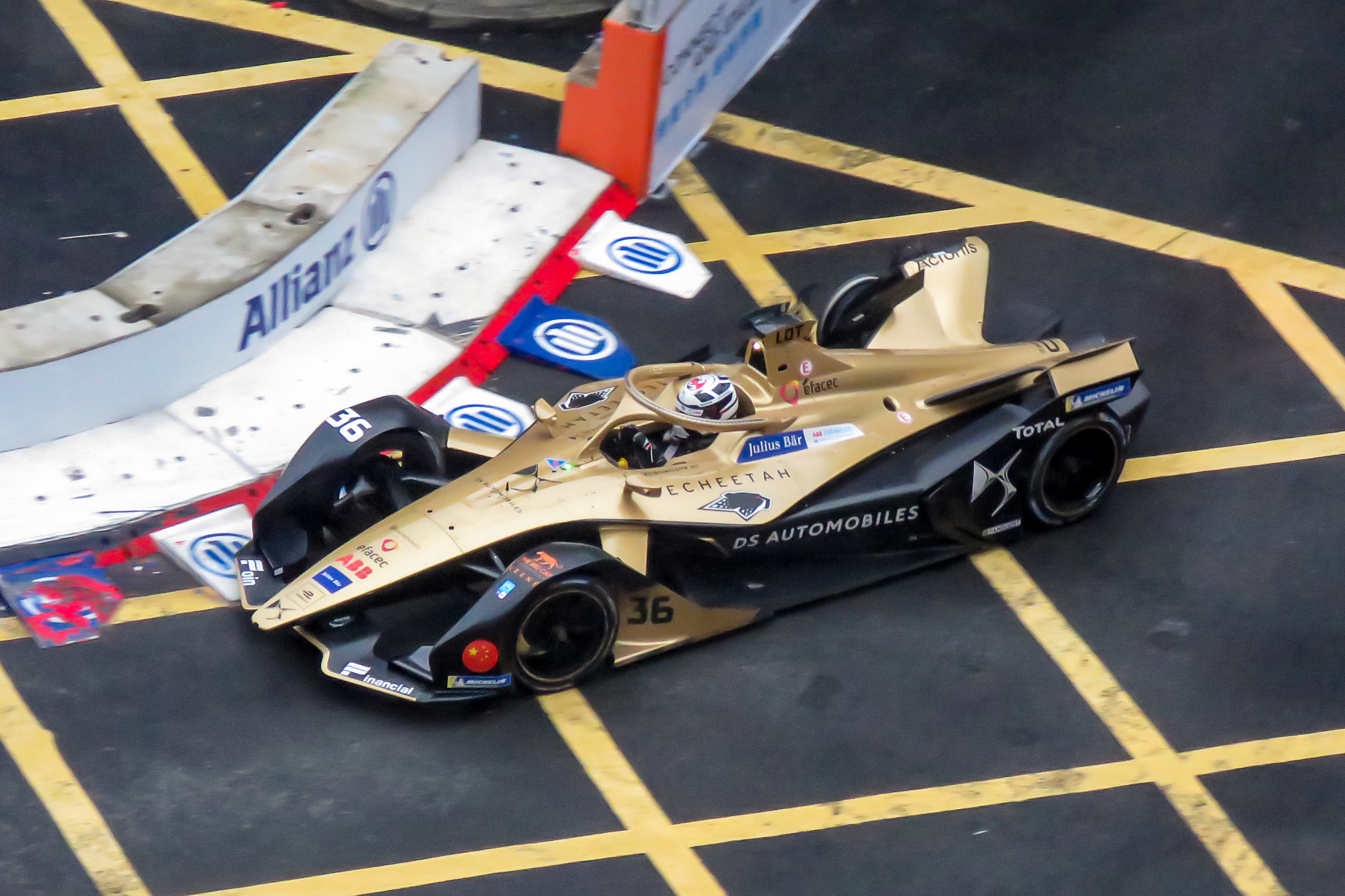
Andre Lotterer durante l'E-Prix di Sanya 2019

Nell'estate del 2017 viene ufficializzato l'ingaggio del tedesco da parte della Techeetah che ne segna così l'ingresso in Formula E. Nelle prime 3 gare della stagione ottiene risultati deludenti, a causa di un cattivo feeling con la vettura, venendo anche squalificato nel primo E-Prix. Il suo rendimento migliora nelle gare successive, in cui ottiene anche due podi nell'E-Prix di Santiago e nell'E-Prix di Roma. Termina il campionato in ottava posizione con 64 punti.
Per la stagione successiva viene confermato dal team. A Riyadh finisce la gara in 2ª posizione ma a fine gara riceve una penalità per infrazione tecnica (inflitta anche al compagno di squadra Jean-Éric Vergne) finisce 5º. Il suo primo podio arriva nell'E-Prix di Roma grazie un secondo posto dietro a Mitch Evans, si ripete arrivando ancora secondo nell'E-Prix di Parigi. Termina la stagione all'8º posto con 86 punti e senza aver trovato la prima vittoria nella categoria.

#### Porsche (2019-2022)

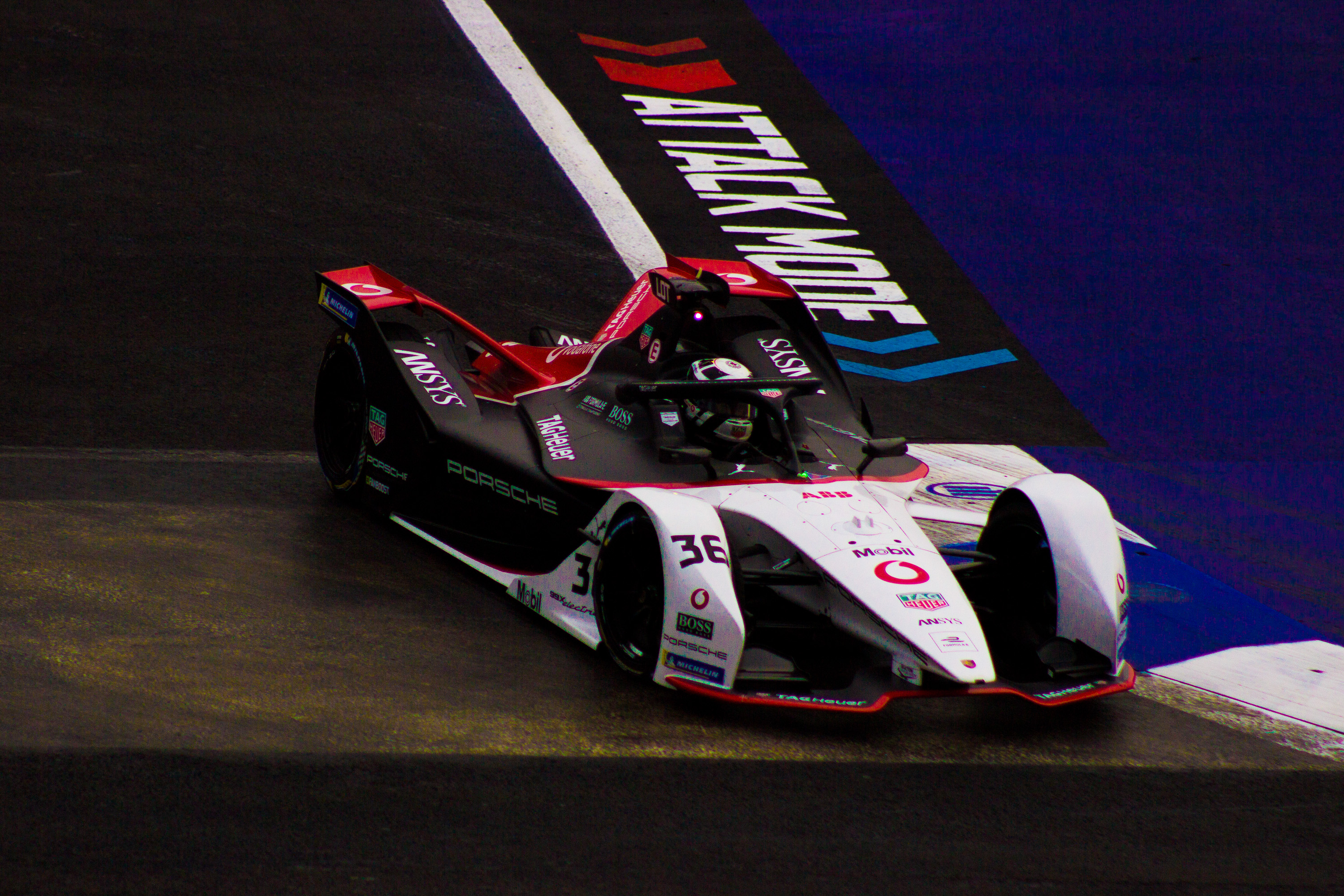
Andre Lotterer durante l'E-Prix di Città del Messico 2020

La stagione successiva cambia team, passa alla Porsche. Nella prima gara stagionale conquista subito un podio, grazie un secondo posto a Riyadh. Finisce secondo anche nella prima gara dell'E-Prix di Berlino e chiude la stagione all'ottavo posto.
Viene confermato dalla Porsche insieme a Pascal Wehrlein. L'inizio non è positivo, arrivano cinque gare senza punti. Nella seconda gara dell'E-Prix di Valencia conquista un altro secondo posto dietro a Jake Dennis. Durante la stagione sfiora il podio in altre due occasioni e chiude 17º in classifica finale.
Lotterer viene confermato dalla Porsche insieme a Pascal Wehrlein anche per la stagione 2022. Nel E-Prix di Città del Messico la Porsche si dimostra molto competitiva, Lotterer chiude secondo dietro il suo compagno di team. Nel resto della stagione non riesce a tornare a podio ed chiude dodicesimo in classifica.

#### Andretti (2022-presente)
Il 6 settembre del 2022 Lotterer annuncia il passaggio ad Andretti, team sempre motorizzato Porsche per la stagione 2022-2023 di FE, il tedesco sostituisce Oliver Askew al fianco di Jake Dennis.

### Ritorno nel WEC

#### Porsche (2022-2024)

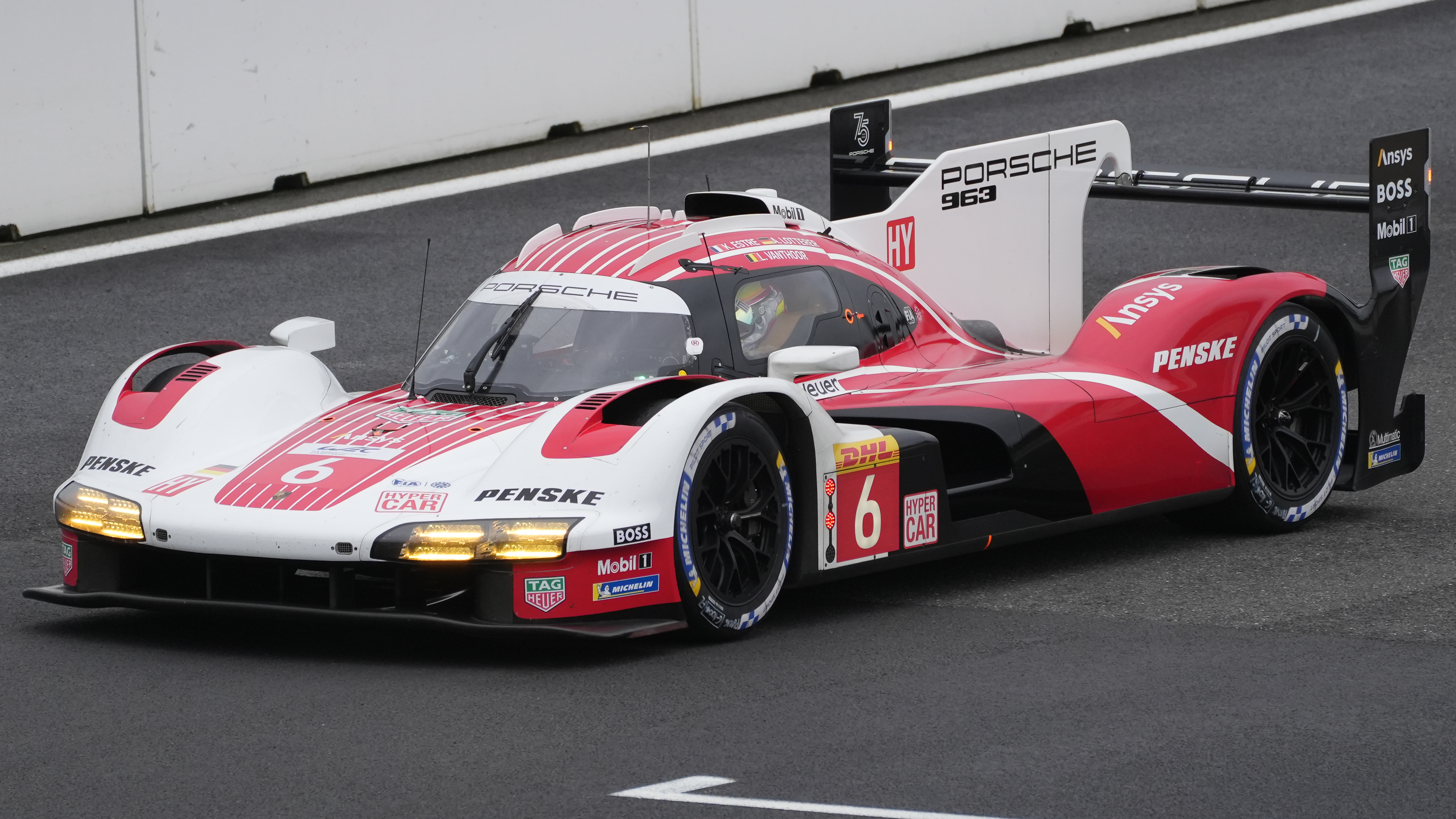
La Porsche 963 di Lotterer durante la 6 ore di Spa 2023

Nel 2022 mentre è impegnato in Formula E partecipa a diversi test con la nuova Porsche 963 LMDh. Il 24 giugno del 2022 viene presentata ufficialmente la nuova Porsche 963 e Lotterer viene annunciato come pilota ufficiale. Il pilota tedesco porterà in pista la 963 nel Campionato del mondo endurance in equipaggio con Kévin Estre e Laurens Vanthoor. Nel suo ritorno nel WEC Lotterer riesce ad ottenere due podi, il primo nella 6 Ore di Portimão e il secondo nella 6 Ore del Fuji.
Per la stagione 2024 l'equipaggio viene confermato in toto e nella prima corsa stagionale, la 1812 km del Qatar riesce a vincere la corsa. In seguito ottiene tre secondi posti e la Pole position nella 24 Ore di Le Mans 2024. Il team ottiene la vittoria nella 6 Ore del Fuji 2024, a fine stagione Lotterer insieme ai suoi compagni Laurens Vanthoor e Kévin Estre diventato campioni del mondo d'endurance. A fine stagione lascia la Porsche dopo tre anni. 

#### Genesis (2025-presente)
Lascia la Porsche, nel 2025 diventa, insieme a Pipo Derani, pilota di sviluppo della nuova Genesis GMR-001 LMDh, la Hypercar della Genesis Motor, marchio della Hyundai Motor Company.

## Risultati

### Riassunto della Carriera
| Stagione | Serie                          | Squadra                | Gare         | Vittorie     | Pole         | Giri Veloci  | Podi         | Punti        | Pos          |
| -------- | ------------------------------ | ---------------------- | ------------ | ------------ | ------------ | ------------ | ------------ | ------------ | ------------ |
| 1998     | Formula BMW Junior             |                        | 20           | 14           | ?            | ?            | ?            | 318          | 1º           |
| 1999     | Formula BMW ADAC               | BMW Rookie Team        | 18           | 15           | 9            | ?            | 15           | 324          | 1º           |
| 1999     | Eurocup Formula Renault 2.0    | RC Motorsport          | 9            | 1            | ?            | ?            | ?            | 86           | 5º           |
| 2000     | F3 tedesca                     | Opel Team BSR          | 20           | 3            | 1            | 2            | 7            | 151          | 4º           |
| 2000     | F3 europea                     | Opel Team BSR          | 1            | 0            | 0            | 0            | 0            | N.A.         | 8º           |
| 2001     | Formula 1                      | Jaguar Racing F1 Team  | Collaudatore | Collaudatore | Collaudatore | Collaudatore | Collaudatore | Collaudatore | Collaudatore |
| 2001     | F3 inglese                     | Jaguar Junior Team     | 25           | 1            | 3            | 1            | 5            | 143          | 7º           |
| 2001     | Masters di Formula 3           | Jaguar Racing          | 1            | 0            | 0            | 0            | 1            | N.A.         | 2º           |
| 2002     | Formula 1                      | Jaguar Racing F1 Team  | Collaudatore | Collaudatore | Collaudatore | Collaudatore | Collaudatore | Collaudatore | Collaudatore |
| 2002     | Campionato FIA GT              | Freisinger Motorsport  | 1            | 0            | 0            | 0            | 1            | 9            | 19º          |
| 2002     | CART                           | Dale Coyne Racing      | 1            | 0            | 0            | 0            | 0            | 1            | 22º          |
| 2003     | Formula Nippon                 | Nakajima Racing        | 10           | 0            | 1            | 0            | 3            | 22           | 5º           |
| 2003     | JGTC                           | Nakajima Racing        | 5            | 0            | 0            | 0            | 1            | 19           | 16º          |
| 2004     | Formula Nippon                 | Nakajima Racing        | 9            | 2            | 1            | 1            | 4            | 33           | 2º           |
| 2004     | JGTC                           | Nakajima Racing        | 7            | 1            | 0            | 0            | 1            | 42           | 8º           |
| 2005     | Formula Nippon                 | Nakajima Racing        | 9            | 2            | 0            | 0            | 2            | 20           | 4º           |
| 2005     | Super GT                       | Nakajima Racing        | 8            | 0            | 1            | 0            | 1            | 38           | 9º           |
| 2006     | Formula Nippon                 | TOM'S Racing           | 9            | 2            | 0            | 0            | 3            | 30           | 3º           |
| 2006     | Super GT                       | Toyota Team TOM'S      | 9            | 1            | 0            | 0            | 3            | 80           | 1º           |
| 2007     | Formula Nippon                 | TOM'S Racing           | 9            | 1            | 0            | 1            | 3            | 37           | 5º           |
| 2007     | Super GT                       | Toyota Team TOM'S      | 9            | 1            | 0            | 0            | 1            | 54           | 6º           |
| 2008     | Formula Nippon                 | Petronas Team TOM'S    | 11           | 0            | 0            | 0            | 4            | 49           | 3º           |
| 2008     | Super GT                       | Toyota Team TOM'S      | 9            | 0            | 0            | 0            | 4            | 63           | 3º           |
| 2008–09  | A1 Grand Prix                  | A1 Team Germany        | 2            | 0            | 0            | 0            | 0            | 2            | 21º          |
| 2009     | 24 Ore di Le Mans              | Kolles                 | 1            | 0            | 0            | 0            | 0            | N.A.         | 7º           |
| 2009     | Formula Nippon                 | Petronas Team TOM'S    | 8            | 1            | 0            | 0            | 4            | 39           | 3º           |
| 2009     | Super GT                       | Lexus Team TOM'S       | 9            | 1            | 0            | 0            | 5            | 88           | 1º           |
| 2010     | 24 Ore di Le Mans              | Audi Sport Team Joest  | 1            | 0            | 0            | 0            | 1            | N.A.         | 2º           |
| 2010     | Formula Nippon                 | Petronas Team TOM'S    | 8            | 1            | 0            | 0            | 7            | 43           | 2º           |
| 2010     | Super GT                       | Lexus Team TOM'S       | 7            | 1            | 0            | 0            | 3            | 62           | 2º           |
| 2011     | 24 Ore di Le Mans              | Audi Sport Team Joest  | 1            | 1            | 0            | 0            | 1            | N.A.         | 1º           |
| 2011     | Formula Nippon                 | Petronas Team TOM'S    | 6            | 5            | 2            | 1            | 6            | 56           | 1º           |
| 2011     | Super GT                       | Lexus Team TOM'S       | 8            | 0            | 0            | 0            | 0            | 39           | 8º           |
| 2012     | Campionato del mondo endurance | Audi Sport Team Joest  | 8            | 3            | 3            | 0            | 7            | 172,5        | 1º           |
| 2012     | 24 Ore di Le Mans              | Audi Sport Team Joest  | 1            | 1            | 1            | 0            | 1            | N/A          | 1º           |
| 2012     | Formula Nippon                 | Petronas Team TOM'S    | 8            | 2            | 1            | 0            | 3            | 38           | 4º           |
| 2013     | Campionato del mondo endurance | Audi Sport Team Joest  | 8            | 3            | 3            | 0            | 6            | 149,25       | 2º           |
| 2013     | 24 Ore di Le Mans              | Audi Sport Team Joest  | 1            | 0            | 0            | 0            | 0            | N.A.         | 5º           |
| 2013     | Super Formula                  | Petronas Team TOM'S    | 4            | 2            | 0            | 2            | 4            | 37           | 2º           |
| 2014     | Campionato del mondo endurance | Audi Sport Team Joest  | 8            | 2            | 0            | 0            | 2            | 127          | 2º           |
| 2014     | 24 Ore di Le Mans              | Audi Sport Team Joest  | 1            | 1            | 0            | 0            | 1            | N.A.         | 1º           |
| 2014     | Super Formula                  | Petronas Team TOM'S    | 8            | 2            | 3            | 1            | 4            | 34,5         | 3º           |
| 2014     | Formula 1                      | Caterham F1 Team       | 1            | 0            | 0            | 0            | 0            | 0            | N.C.         |
| 2015     | Campionato del mondo endurance | Audi Sport Team Joest  | 8            | 2            | 0            | 0            | 8            | 161          | 2º           |
| 2015     | 24 Ore di Le Mans              | Audi Sport Team Joest  | 1            | 0            | 0            | 0            | 1            | N.A.         | 3º           |
| 2015     | Super Formula                  | Petronas Team TOM'S    | 8            | 3            | 2            | 1            | 3            | 40           | 3º           |
| 2016     | Campionato del mondo endurance | Audi Sport Team Joest  | 9            | 0            | 3            | 0            | 3            | 104          | 5º           |
| 2016     | 24 Ore di Le Mans              | Audi Sport Team Joest  | 1            | 0            | 0            | 0            | 0            | N.A.         | 4º           |
| 2016     | Super Formula                  | VANTELIN Team TOM'S    | 9            | 0            | 0            | 1            | 3            | 30           | 2º           |
| 2017     | Campionato del mondo endurance | Porsche LMP Team       | 9            | 0            | 3            | 0            | 7            | 129          | 4º           |
| 2017     | 24 Ore di Le Mans              | Porsche LMP Team       | 1            | 0            | 0            | 0            | 0            | N.A.         | DNF          |
| 2017     | Super Formula                  | Vantelin Team TOM'S    | 7            | 1            | 1            | 0            | 3            | 20           | 6º           |
| 2017     | Blancpain GT Series            | Audi Sport             | 1            | 0            | 0            | 0            | 0            | 0            | N.C.         |
| 2017–18  | Formula E                      | Techeetah              | 12           | 0            | 0            | 1            | 2            | 64           | 8º           |
| 2018     | 24 ore di Le Mans              | Rebellion racing       | 1            | 0            | 0            | 0            | 0            | N./A.        | 4°           |
| 2018–19  | Formula E                      | Techeetah              | 13           | 0            | 1            | 1            | 2            | 86           | 8º           |
| 2019     | 24 ore di Le Mans              | Rebellion Racing       | 1            | 0            | 0            | 0            | 0            | N./A.        | 4°           |
| 2019-20  | Formula E                      | Porsche Formula E Team | 11           | 0            | 1            | 0            | 2            | 71           | 8º           |
| 2020-21  | Formula E                      | Porsche Formula E Team | 15           | 0            | 0            | 0            | 1            | 58           | 17º          |
| 2021-22  | Formula E                      | Porsche Formula E Team | 16           | 0            | 0            | 0            | 1            | 63           | 12°          |
| 2022-23  | Formula E                      | Avalance Andretti      | 1            | 0            | 0            | 0            | 0            | 12           |              |

*Stagione in corso.

### Risultati in Formula Nippon/Super Formula
| Anno | Squadra             | 1       | 2       | 3       | 4       | 5       | 6       | 7       | 8       | 9     | 10      | 11    | Punti | Pos. |
| ---- | ------------------- | ------- | ------- | ------- | ------- | ------- | ------- | ------- | ------- | ----- | ------- | ----- | ----- | ---- |
| 2003 | Nakajima Racing     | SUZ 2   | FUJ 4   | MIN 7   | MOT 6   | SUZ Rit | SUG 2   | FUJ 3   | MIN 9   | MOT 5 | SUZ Rit |       | 22    | 5°   |
| 2004 | Nakajima Racing     | SUZ 2   | SUG 4   | MOT 1   | SUZ 8   | SUG Rit | MIN Rit | SEP 1   | MOT 3   | SUZ 7 |         |       | 33    | 2°   |
| 2005 | Nakajima Racing     | MOT 11  | SUZ Rit | SUG 9   | FUJ Rit | SUZ Rit | MIN 10  | FUJ 1   | MOT Rit | SUZ 1 |         |       | 20    | 4°   |
| 2006 | TOM'S Racing        | FUJ 8   | SUZ 5   | MOT 1   | SUZ 5   | AUT 8   | FUJ 2   | SUG Rit | MOT Rit | SUZ 1 |         |       | 30    | 3°   |
| 2007 | TOM'S Racing        | FUJ Rit | SUZ 5   | MOT 2   | OKA Rit | SUZ 13  | FUJ 1   | SUG 7   | MOT 4   | SUZ 2 |         |       | 37    | 5°   |
| 2008 | Petronas Team TOM'S | FUJ Rit | SUZ 3   | MOT 2   | OKA 2   | SUZ 2   | SUZ 4   | MOT 11  | MOT 7   | FUJ 5 | FUJ 4   | SUG 2 | 49    | 3°   |
| 2009 | Petronas Team TOM'S | FUJ 10  | SUZ 3   | MOT 5   | FUJ 8   | SUZ 7   | MOT 1   | AUT 2   | SUG 2   |       |         |       | 39    | 3°   |
| 2010 | Petronas Team TOM'S | SUZ 3   | MOT 3   | FUJ 2   | MOT Rit | SUG 3   | AUT 1   | SUZ 3   | SUZ 2   |       |         |       | 43    | 2°   |
| 2011 | Petronas Team TOM'S | SUZ 1   | AUT     | FUJ 1   | MOT 2   | SUZ C   | SUG 1   | MOT 1   | MOT 1   |       |         |       | 56    | 1°   |
| 2012 | Petronas Team TOM'S | SUZ 5   | MOT 1   | AUT Rit | FUJ 1   | MOT 2   | SUG 10  | SUZ 5   | SUZ 8   |       |         |       | 38    | 4°   |
| 2013 | Petronas Team TOM'S | SUZ     | AUT 1   | FUJ 1   | MOT 2   | SUG 2   | SUZ     | SUZ     |         |       |         |       | 37    | 2°   |
| 2014 | Petronas Team TOM'S | SUZ 6   | FUJ 4   | FUJ 1   | FUJ 6   | MOT     | AUT 1   | SUG Rit | SUZ 3   | SUZ 2 |         |       | 34.5  | 3°   |
| 2015 | Petronas Team TOM'S | SUZ 1   | OKA 8   | FUJ 5   | MOT 4   | AUT 11  | SUG 1   | SUZ 1   | SUZ Rit |       |         |       | 40    | 3°   |
| 2016 | VANTELIN Team TOM'S | SUZ 7   | OKA 8   | FUJ 4   | MOT 2   | OKA 12  | OKA 4   | SUG 5   | SUZ 2   | SUZ 2 |         |       | 30    | 2°   |
| 2017 | Vantelin Team TOM's | SUZ 5   | OKA 1   | OKA 3   | FUJ 3   | MOT 7   | AUT Rit | SUG 10  | SUZ C   | SUZ C |         |       | 21    | 6°   |

### Risultati in Super GT
| Anno | Team              | Car         | Class | 1      | 2     | 3      | 4      | 5      | 6       | 7      | 8      | 9     | Punti | Pos. |
| ---- | ----------------- | ----------- | ----- | ------ | ----- | ------ | ------ | ------ | ------- | ------ | ------ | ----- | ----- | ---- |
| 2003 | Nakajima Racing   | Honda NSX   | GT500 | TAI    | FUJ   | SUG    | FUJ 13 | FUJ 9  | MOT Rit | AUT 2  | SUZ 12 |       | 19    | 16°  |
| 2004 | Nakajima Racing   | Honda NSX   | GT500 | TAI 10 | SUG 4 | SEP 9  | TOK 6  | MOT 1  | AUT 12  | SUZ 5  |        |       | 42    | 8°   |
| 2005 | Nakajima Racing   | Honda NSX   | GT500 | OKA 5  | FUJ 8 | SEP 5  | SUG 13 | MOT 10 | FUJ 2   | AUT 14 | SUZ 10 |       | 38    | 9°   |
| 2006 | Toyota Team TOM'S | Lexus SC430 | GT500 | SUZ 1  | OKA 8 | FUJ 3  | SEP 15 | SUG 4  | SUZ 10  | MOT 2  | AUT 7  | FUJ 4 | 80    | 1°   |
| 2007 | Toyota Team TOM'S | Lexus SC430 | GT500 | SUZ 7  | OKA 5 | FUJ NP | SEP 8  | SUG 5  | SUZ 1   | MOT 6  | AUT 6  | FUJ 6 | 54    | 6°   |
| 2008 | Toyota Team TOM'S | Lexus SC430 | GT500 | SUZ 3  | OKA 4 | FUJ 2  | SEP 7  | SUG 10 | SUZ 3   | MOT 3  | AUT 8  | FUJ 7 | 63    | 3°   |
| 2009 | Lexus Team TOM'S  | Lexus SC430 | GT500 | OKA 11 | SUZ 2 | FUJ 2  | SEP 6  | SUG 7  | SUZ 8   | FUJ 3  | AUT 1  | MOT 2 | 88    | 1°   |
| 2010 | Lexus Team TOM'S  | Lexus SC430 | GT500 | SUZ 4  | OKA 3 | FUJ 2  | SEP 8  | SUG 7  | SUZ 10  | FUJ C  | MOT 1  |       | 62    | 2°   |
| 2011 | Lexus Team TOM'S  | Lexus SC430 | GT500 | OKA 4  | FUJ 4 | SEP 6  | SUG 9  | SUZ 6  | FUJ 15  | AUT 4  | MOT 8  |       | 39    | 8°   |

### Risultati in Formula 1
| 2014 | Scuderia | Vettura |  |  |  |  |  |  |  |  |  |  |  |     |  |  |  |  |  |  |  |  | Punti | Pos. |
| ---- | -------- | ------- |  |  |  |  |  |  |  |  |  |  |  | --- |  |  |  |  |  |  |  |  | ----- | ---- |
| 2014 | Caterham | CT05    |  |  |  |  |  |  |  |  |  |  |  | Rit |  |  |  |  |  |  |  |  | 0     |      |

| Legenda | 1º posto     | 2º posto | 3º posto    | A punti         | Senza punti/Non class.  | Grassetto – Pole position Corsivo – Giro più veloce |
| Legenda | Squalificato | Ritirato | Non partito | Non qualificato | Solo prove/Terzo pilota | Grassetto – Pole position Corsivo – Giro più veloce |

### Risultati Campionato del mondo endurance (WEC)
Nel 2012 la Coppa del Mondo Endurance FIA è stata assegnata solo ai Costruttori; nel 2013 è stata istituita anche quella per i piloti.
| Anno    | Squadra                   | Classe   | Vettura                 | SEB | SPA | LMS | SIL | SÃO | BHR | FUJ | SHA |     | Punti  | Pos. |
| ------- | ------------------------- | -------- | ----------------------- | --- | --- | --- | --- | --- | --- | --- | --- | --- | ------ | ---- |
| 2012    | Audi Sport Team Joest     | LMP1     | Audi R18 e-tron quattro | 11  | 2   | 1   | 1   | 2   | 1   | 2   | 3   |     | 172.5  | 1°   |
| Anno    | Squadra                   | Classe   | Vettura                 | SIL | SPA | LMS | SÃO | COA | FUJ | SHA | BHR |     | Punti  | Pos. |
| 2013    | Audi Sport Team Joest     | LMP1     | Audi R18 e-tron quattro | 2   | 1   | 5   | 1   | 3   | 14  | 1   | 2   |     | 149.25 | 2°   |
| Anno    | Squadra                   | Classe   | Vettura                 | SIL | SPA | LMS | COA | FUJ | SHA | BHR | SÃO |     | Punti  | Pos. |
| 2014    | Audi Sport Team Joest     | LMP1     | Audi R18 e-tron quattro | Rit | 5   | 1   | 1   | 6   | 4   | 4   | 5   |     | 127    | 2°   |
| Anno    | Squadra                   | Classe   | Vettura                 | SIL | SPA | LMS | NÜR | COA | FUJ | SHA | BHR |     | Punti  | Pos. |
| 2015    | Audi Sport Team Joest     | LMP1     | Audi R18 e-tron quattro | 1   | 1   | 3   | 3   | 2   | 3   | 3   | 2   |     | 161    | 2°   |
| Anno    | Squadra                   | Classe   | Vettura                 | SIL | SPA | LMS | NÜR | MEX | COA | FUJ | SHA | BHR | Punti  | Pos. |
| 2016    | Audi Sport Team Joest     | LMP1     | Audi R18                | EX  | 5   | 4   | 3   | 2   | 6   | Rit | 6   | 2   | 104    | 5°   |
| Anno    | Squadra                   | Classe   | Vettura                 | SIL | SPA | LMS | NÜR | MEX | COA | FUJ | SHA | BHR | Punti  | Pos. |
| 2017    | Porsche LMP Team          | LMP1     | Porsche 919 Hybrid      | 3   | 4   | Rit | 2   | 2   | 2   | 3   | 3   | 3   | 129    | 4°   |
| Anno    | Squadra                   | Classe   | Vettura                 | SPA | LMS | SIL | FUJ | SHA | SEB | SPA | LMS |     | Punti  | Pos. |
| 2018-19 | Rebellion Racing          | LMP1     | Rebellion R13           | DSQ | 4   | 2   | 3   | 4   |     | 5   | 4   |     | 91     | 5°   |
| Anno    | Squadra                   | Classe   | Vettura                 | SEB | ALG | SPA | LMS | MON | FUJ | BHR |     |     | Punti  | Pos. |
| 2023    | Porsche Penske Motorsport | Hypercar | Porsche 963             | 5   | 3   | Rit | 8   | 7   | 3   | 5   |     |     | 71     | 6°   |
| Anno    | Squadra                   | Classe   | Vettura                 | QAT | IMO | SPA | LMS | SÃO | COA | FUJ | BHR |     | Punti  | Pos. |
| 2024    | Porsche Penske Motorsport | Hypercar | Porsche 963             | 1   | 2   | 2   | 4   | 2   | 6   | 1   | 10  |     | 152    | 1°   |
| Legenda |                           |          |                         |     |     |     |     |     |     |     |     |     |        |      |

* Stagione in corso.

### Risultati 24 Ore di Le Mans
| Anno | Team                      | Co-piloti                               | Auto                    | Classe   | Giri | Pos. | Class Pos. |
| ---- | ------------------------- | --------------------------------------- | ----------------------- | -------- | ---- | ---- | ---------- |
| 2009 | Kolles                    | Charles Zwolsman Jr. Narain Karthikeyan | Audi R10 TDI            | LMP1     | 369  | 7°   | 7°         |
| 2010 | Audi Sport Team Joest     | Marcel Fässler Benoît Tréluyer          | Audi R15 TDI plus       | LMP1     | 396  | 2°   | 2°         |
| 2011 | Audi Sport Team Joest     | Marcel Fässler Benoît Tréluyer          | Audi R18 TDI            | LMP1     | 355  | 1°   | 1°         |
| 2012 | Audi Sport Team Joest     | Marcel Fässler Benoît Tréluyer          | Audi R18 e-tron quattro | LMP1     | 378  | 1°   | 1°         |
| 2013 | Audi Sport Team Joest     | Marcel Fässler Benoît Tréluyer          | Audi R18 e-tron quattro | LMP1     | 338  | 5°   | 5°         |
| 2014 | Audi Sport Team Joest     | Marcel Fässler Benoît Tréluyer          | Audi R18 e-tron quattro | LMP1-H   | 379  | 1°   | 1°         |
| 2015 | Audi Sport Team Joest     | Marcel Fässler Benoît Tréluyer          | Audi R18 e-tron quattro | LMP1     | 393  | 3°   | 3°         |
| 2016 | Audi Sport Team Joest     | Marcel Fässler Benoît Tréluyer          | Audi R18                | LMP1     | 367  | 4°   | 4°         |
| 2017 | Porsche LMP Team          | Neel Jani Nick Tandy                    | Porsche 919 Hybrid      | LMP1     | 318  | DNF  | DNF        |
| 2018 | Rebellion Racing          | Neel Jani Bruno Senna                   | Rebellion R13-Gibson    | LMP1     | 375  | 4°   | 4°         |
| 2019 | Rebellion Racing          | Neel Jani Bruno Senna                   | Rebellion R13-Gibson    | LMP1     | 376  | 4°   | 4°         |
| 2023 | Porsche Penske Motorsport | Kévin Estre Laurens Vanthoor            | Porsche 963             | Hypercar | 320  | 22°  | 11°        |
| 2024 | Porsche Penske Motorsport | Kévin Estre Laurens Vanthoor            | Porsche 963             | Hypercar | 311  | 4°   | 4°         |
| 2025 | IDEC Sport                | Mathys Jaubert Jamie Chadwick           | Oreca 07                | LMP2     | 206  | Rit  | Rit        |

### Risultati in Formula E
| Stagione | Squadra                | Vettura                    | 1      | 2      | 3       | 4        | 5       | 6       | 7      | 8      | 9       | 10      | 11     | 12     | 13      | 14     | 15      | 16      | Punti | Pos |
| -------- | ---------------------- | -------------------------- | ------ | ------ | ------- | -------- | ------- | ------- | ------ | ------ | ------- | ------- | ------ | ------ | ------- | ------ | ------- | ------- | ----- | --- |
| 2017-18  | Techeetah              | Spark-Renault Z.E. 17      | HKG SQ | HKG 13 | MAR Rit | SAN 2    | MEX 13  | PDE 12  | ROM 3  | PAR 6  | BER 9   | ZUR 4   | NYC 7  | NYC 9  |         |        |         |         | 64    | 8º  |
| 2018-19  | DS Techeetah           | Spark-DS E-TENSE FE19      | DIR 5  | MAR 6  | SAN 13  | MEX 5    | HKG 14  | SAY 4   | ROM 2  | PAR 2  | MON 7   | BER Rit | BRN 14 | NYC 17 | NYC Rit |        |         |         | 86    | 8º  |
| 2019-20  | Porsche Formula E Team | Spark-Porsche 99X Electric | DIR 2  | DIR 14 | SAN SQ  | MEX Rit* | MAR 8   | BER 2   | BER 9  | BER 5* | BER 8   | BER 4*  | BER 14 |        |         |        |         |         | 71    | 8°  |
| 2020-21  | Porsche Formula E Team | Spark-Porsche 99X Electric | DIR 16 | DIR 11 | ROM 14  | ROM 15   | VAL Rit | VAL 2   | MON 17 | PUE SQ | PUE 17  | NYC 8   | NYC 5  | LON 4  | LON 17  | BER 10 | BER 4   |         | 59    | 17° |
| 2021-22  | Porsche Formula E Team | Spark-Porsche 99X Electric | DIR 13 | DIR 4  | MEX 2   | ROM 10   | ROM 4   | MON Rit | BER 4  | BER 8  | GIA 9   | MAR 15  | NYC 16 | NYC 9  | LON 12  | LON 12 | SEO Rit | SEO Rit | 63    | 12° |
| 2022-23  | Avalanche Andretti     | Spark-Porsche 99X Electric | MEX 4  | DIR 9  | DIR 13  | HYD 9    | CAP 7   | SAP 12  | BER 8  | BER 21 | MON Rit | GIA     | GIA    | POR 19 | ROM Rit | ROM 17 | LON 14  | LON 21  | 23    | 18° |

| Legenda | 1º posto                | 2º posto        | 3º posto            | A punti      | Senza punti | Grassetto=Pole position Corsivo=Giro più veloce |
| Legenda | Solo prove/Terzo pilota | Non qualificato | Ritirato/Non class. | Squalificato | Non partito | Grassetto=Pole position Corsivo=Giro più veloce |

- G: Pilota col giro più veloce nel gruppo di qualifica.
- *: Fanboost